# Fortunée Hamelin
Jeanne Geneviève Fortunée Hamelin född Lormier-Lagrave på Saint Domingue 1776, död 29 april 1851 i Paris, var en fransk salongsvärd och modeikon, en av de mest berömda så kallade les merveilleuses ("merveilleuserna") under det franska direktoriet utöver den berömda trion Thérésa Tallien, Juliette Récamier och Josephine de Beauharnais. Genom sin intelligens utövade hon ett stort inflytande över samtidens politiska, militära och konstnärliga kretsar. Bland hennes bekantskaper fanns Napoleon I, Napoleon III, Talleyrand, François-René de Chateaubriand och Victor Hugo.

## Biografi

### Tidigt liv
Fortunée Hamelin var dotter till den rika franska plantageägaren Jean Lormier Lagrave på Saint Domingue, och Geneviève Prévost. Det är möjligt att hon i själva verket var dotter till fadern och en färgad slavkonkubin eller älskarinna, eftersom det rådde en del förvirring och oklarheter kring hennes födelse, då fadern antyds ha fått två döttrar med namnet Jeanne Geneviève, en färgad född 1776 och en inomäktenskaplig döpt 1778 och avliden därefter, varefter den färgade dottern, som var ljushyad, hade placerats i den döda dotterns plats för att förbättra hennes livsutsikter, något som inte var helt okänt bland den fransk-kreolska plantagearistokratin; Fortunée antyds också flera gånger senare i livet för att ha varit "mulatt". 
År 1788, när hon var elva år, skickade hennes far henne till Paris tillsammans med modern för att hitta en förmögen make åt henne, vilket inte var ovanligt bland den rika plantageklassen på Saint Domingue. Hon placerades i en klosterskola där hon fick lära sig uppträda som en "dam", dvs etikett, brodera, konversation och liknande. Fortunée ingick ett äktenskap som hade arrangerats av hennes mor och gifte sig 1792 med sin kusin, den förmögne skatteförpaktaren Romain Hamelin, vars förmögenhet inte berördes av den pågående franska revolutionen.

### Kulturprofil
Efter Skräckväldets fall 1794 återupptogs societetslivet i Paris, och Fortunée Hamelin öppnade då en av de mest populära salongerna i Paris i sin bostad på rue d'Hauteville i Paris. Hennes salong frekventerades av bland andra Paul Barras och Joseph Fouché, och hon skapade sig ett värdefullt kontaktnät bland tidens mest inflytelserika personligheter. Hon var under denna tid en ledande representant för det parisiska modet och väckte sensation då hon sommaren 1797 besökte Champs-Élysées i genomskinlig midjelös klänning tillsammans med Thérésa Tallien. Efter två barn ansåg hon sig enligt tidens sed rätt att ha älskare och hade en rad uppmärksammade förhållanden med bland andra François Fournier-Sarlovèze, Casimir de Montrond och Gabriel-Julien Ouvrard.
Napoleon ansåg henne omoralisk och då han kom till makten förvisade han henne från Paris för att undvika att få sin regim associerad med henne. Tack vare kejsarinnan Josephine tilläts hon 1803 återkomma till Paris från Italien, och återuppta sin salong. I fortsättningen var hon en lojal anhängare av Napoleon och tog emot pengar för att fungera som hans agent genom att vidarebefordra uppgifter till honom via hemliga polisen under Fouché, tack vare det stora kontaktnät hon hade genom sin salong. Efter Napoleons fall tillhörde hon de agenter som medverkade till hans återkomst under de hundra dagarna 1815. Efter Napoleons andra fall tillhörde hon därför de som förvisades från Frankrike, men hon tilläts återvända 1816 tack vare Armand-Emmanuel du Plessis de Richelieu. Året efter finns hon bekräftad som Ludvig XVIII:s agent över de spioner som rapporterade in till polisen under Élie Decazes; hon hade kodnamnet "Madame Deschamps", som hon använde för att underteckna sina skriftliga rapporter till polisen.
Fortunée Hamelins salong var fortsatt en populär samlingsplats för politiker och konstnärer under julimonarkin 1830–1848, då hon kallades för sin tids Madame de Sevigne. Hon hälsade februarirevolutionen 1848 med entusiasm, men de sista åren led hon av ekonomiska problem, och hennes salong minskade i betydelse då hon tvingades flytta till en mindre bostad. 

## Eftermäle
Fortunée Hamelin har kallats Frankrikes mest liderliga person ("plus grand polisson de France").   